# Vía Letona
Vía Letona (letón Latvijas Ceļš) fue un partido político de Letonia de ideología liberal de centroderecha dirigido por Ivars Godmanis. Fundado en 1993, se integró en el nuevo partido LPP/LC en 2007.

## Historia
Fue fundado el 25 de septiembre de 1993 por antiguos activistas del Frente Popular de Letonia y exiliados que habían vuelto al proclamarse la independencia de Letonia. En las elecciones de 1993 obtuvo el 32,4 % de los votos y fue el partido principal en la coalición de gobierno.
Después, su popularidad declinó. Obtuvo el 14,6 % de los votos en las elecciones de 1995 y el 18,0 % de los votos en las de 1998. A pesar de esto, todavía se ha mantuvo como una poderosa fuerza política y participó en todos los gobiernos de coalición de Letonia desde julio de 1993 a noviembre de 2002. Cuatro miembros del partido han sido primeros ministros: Valdis Birkavs (de 1993 a 1994), Māris Gailis (de 1994 a 1995), Vilis Krištopans (de 1998 a 1999) y Andris Bērziņš (de 2000 a 2002). Un quinto primer ministro, Ivars Godmanis, se unió al partido al acabar su primer mandato. 
En las elecciones de 2002 su popularidad cayó al 4,9 % de los votos y no obtuvo representación parlamentaria, lo que provocó la marcha de muchos de sus dirigentes a otros partidos. En las elecciones europeas de 2004 se recuperó un poco (6,5 %) pero se planteó la incógnita sobre su futuro. Por eso en las elecciones de 2006 se presentó en coalición con el Partido Letonia Primero. Obtuvieron 10 escaños, cosa que les permitió participar en la coalición de gobierno de Ivars Godmanis, en la que ocupó la cartera de Interior y fue nuevamente primer ministro desde diciembre de 2007 a febrero de 2009. El 25 de agosto de 2007 el partido se integró en el nuevo partido LPP/LC, formado por los integrantes de la coalición electoral que participaron en las elecciones de 2006.

## Resultados electorales alSaeima
| Año   | Votos        | %     | Escaños | +/- | Gobierno              |
| ----- | ------------ | ----- | ------- | --- | --------------------- |
| 1993  | 362.473 (#1) | 32,41 | 36/100  |     | Coalición             |
| 1995  | 139.929 (#3) | 14,71 | 17/100  | 19  | Coalición             |
| 1998  | 173.420 (#2) | 18,15 | 21/100  | 4   | Coalición             |
| 2002  | 48.430 (#7)  | 4,89  | 0/100   | 21  | Extraparlamentario    |
| 2006a | 77.869 (#5)  | 8,64  | 5/100   | 5   | Coalición (2006-2009) |
| 2006a | 77.869 (#5)  | 8,64  | 5/100   | 5   | Oposición (2009-2010) |

a En coalición con El Primer Partido de Letonia.